# Røkland

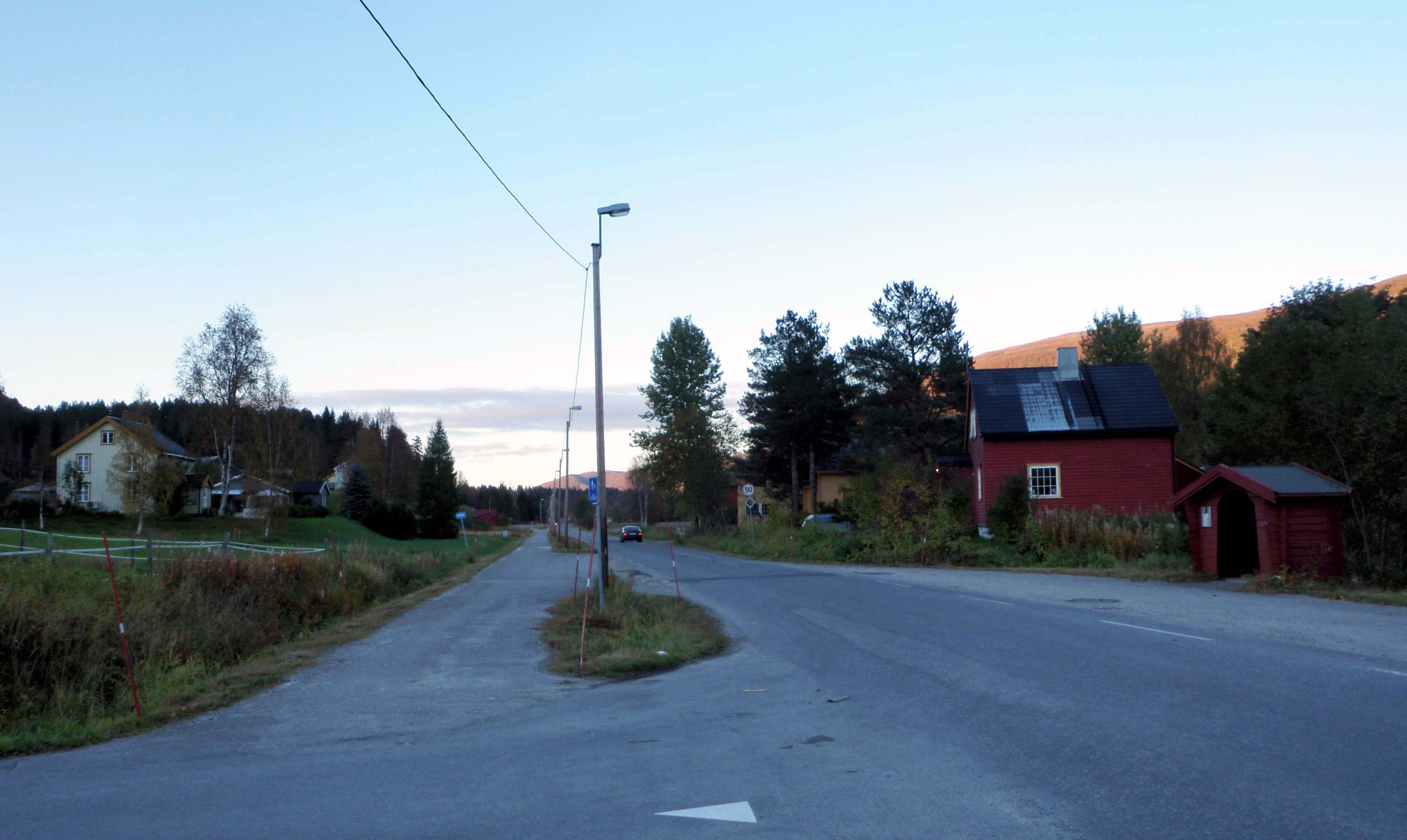
Im Ortszentrum von Røkland

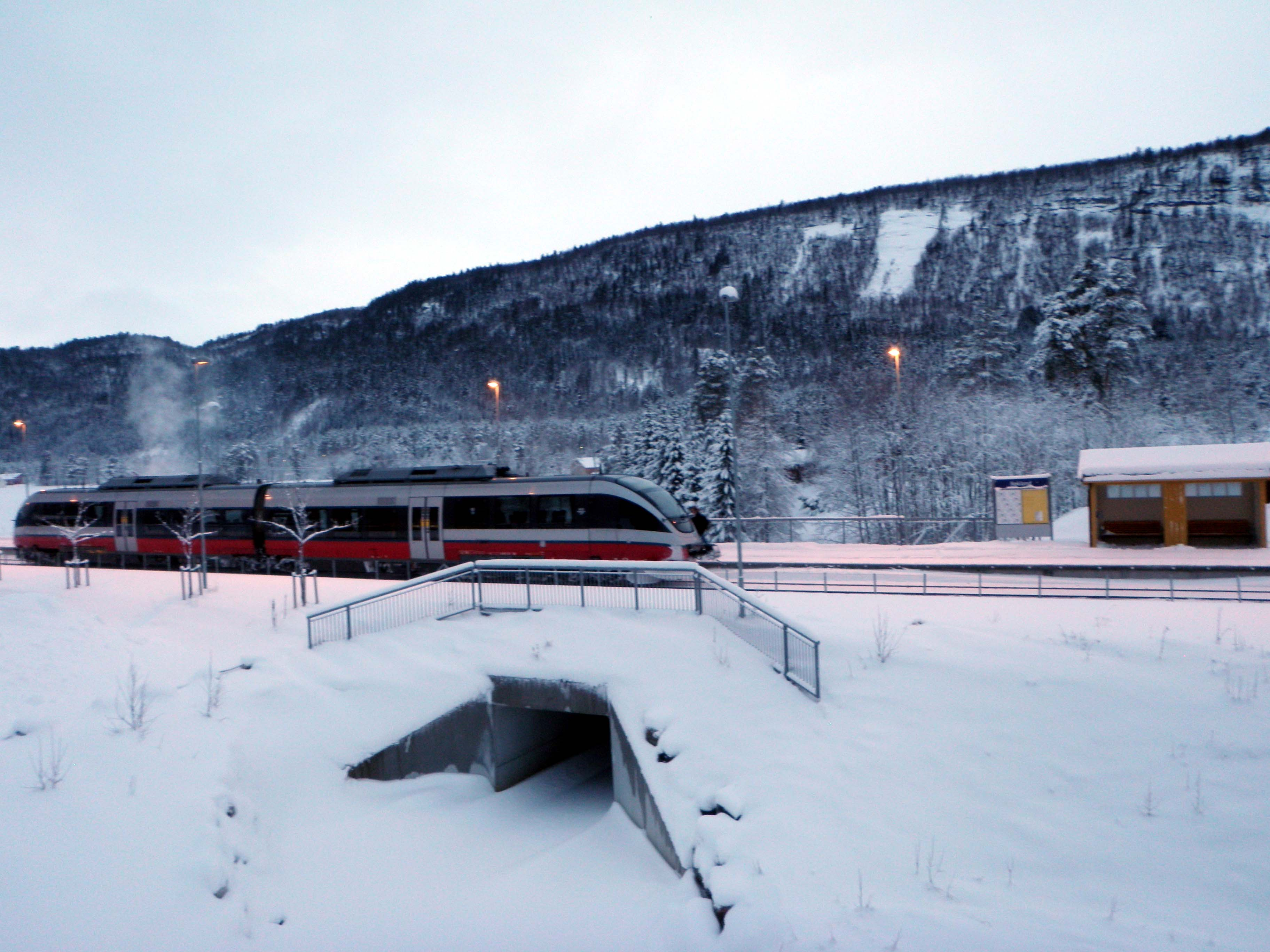
Zug am Bahnhof

Røkland (lulesamisch: Rævkka; pitesamisch: Rävvka) ist ein Ort in der Kommune Saltdal in Nord-Norwegen (Nordland). Das Dorf hatte 2011 etwa 450 Einwohner.

## Lage
Røkland liegt etwa 15 Kilometer südlich vom Hauptort der Gemeinde (Rognan) entfernt.  Der Ort liegt im Tal des Flusses Saltelva. 
Die Europastraße 6 führt am Ortskern vorbei. Mehrere Nebenstraßen führen in die Berge. Die Bahnstrecke Trondheim–Bodø (Nordlandsbanen) hat hier einen Bahnhof. Am neuen Bahnhof befinden sich die Post, ein Einkaufscenter und eine Tankstelle.